# Fannia mollissima
Fannia mollissima är en tvåvingeart som först beskrevs av Alexander Henry Haliday 1840.  Fannia mollissima ingår i släktet Fannia och familjen takdansflugor. Arten är reproducerande i Sverige. Inga underarter finns listade i Catalogue of Life.